# Winning London
Winning London is een Amerikaanse familiefilm uit 2001 van regisseur Craig Shapiro. Het scenario is van Karol Ann Hoeffner en de muziek van Brahm Wenger.

## Verhaal
Amerikaanse tieners zijn geselecteerd voor een Model United Nations conferentie, waaraan groepen van over de gehele wereld meedoen. Elke groep vertegenwoordigt een lidstaat van de Verenigde Naties, maar niet het land waar de groep zelf vandaan komt. Ze krijgen allerlei opdrachten, die ze tot een goed einde moeten brengen. De twee meisjes Chloe en Riley reizen (samen met enkele andere tieners van hun school) naar Londen, waar ze hun dagen vullen met de stad te ontdekken en zich voor te bereiden. Maar zullen ze alles ook tot een goed einde kunnen brengen ondanks de liefdesfiascos die zich tussendoor afspelen? En ondertussen worden ze gesaboteerd en wordt de winst in gevaar gebracht.

## Rolverdeling
| Acteur          | Personage      |
| --------------- | -------------- |
| Mary-Kate Olsen | Chloe Lawrence |
| Ashley Olsen    | Riley Lawrence |
| Brandon Tyler   | Brian          |
| Jesse Spencer   | James Browning |
| Eric Jungmann   | Dylan          |